# L'Insensé
L'Insensé est un magazine annuel français traitant de la photographie.

## Historique
La revue est créée en 1991 par Vanessa van Zuylen et Elizabeth Nora.
L'Insensé est alors une revue culturelle en noir et blanc, où chaque numéro met en avant un thème illustré en couverture par Pierre Alechinsky : le corps, le rêve, l'amitié, la lumière, le bonheur, etc. La présence de l'image dans la revue devient de plus en plus forte, le format offrant une visibilité exceptionnelle. Guidées par leur passion de la photographie, Vanessa van Zuylen et Elizabeth Nora décident de passer à un magazine purement photographique.
En 2000, le premier Insensé-Photo paraît avec pour thème « Les femmes photographes ». Suivront la photographie japonaise, les Pays-Bas, l'Espagne, la France, l'Amérique, Berlin, la Suisse puis la Russie.
Le magazine cesse de paraître en 2016.